# Sydkorea i olympiska vinterspelen 1948
Sydkorea deltog med tre deltagare vid de olympiska vinterspelen 1948 i Sankt Moritz. Ingen av landets deltagare erövrade någon medalj.